# Leptobrama muelleri
Famille
Genre
Espèce
Leptobrama muelleri est une espèce de poissons de l'ordre des Perciformes, de la famille monotypique des Leptobramidae comprenant le seul genre Leptobrama (aussi monotypique).

## Description, habitat
Leptobrama muelleri est un poisson de taille moyenne (37,5 cm) qui vit essentiellement en eau de mer mais qui s'aventure dans les estuaires (eau saumâtre) et parfois en eau douce.
On le rencontre dans le Pacifique occidental : côtes de la Nouvelle-Guinée du Sud, du Queensland, et de l'Australie occidentale.

## Étymologie
Son nom spécifique, muelleri, lui a été donné en l'honneur du botaniste Ferdinand von Mueller (1825-1896), qui a légué son importante collection de plantes et d'animaux (dont l'holotype de cette espèce). Collection qui se trouve désormais au musée national d'histoire naturelle de Stuttgart en Allemagne.